# 小行星5466
小行星5466（英語：5466 Makibi）是一颗围绕太阳公转的小行星。1986年11月30日，香西洋树、古川麒一郎在木曾町发现了此天体。
这颗小行星的绝对星等为335.96043等。